# Premier League Malti 1976-1977
L'edizione 1976-1977 della Premier League maltese è stata la sessantaduesima edizione della massima serie del campionato maltese di calcio. Il titolo è stato vinto dal Floriana.

## Classifica
|    | Classifica         | G  | V  | N | P  | GF | GS | Dif | Pt |
| -- | ------------------ | -- | -- | - | -- | -- | -- | --- | -- |
| 1  | Floriana           | 18 | 15 | 3 | 0  | 53 | 12 | +41 | 33 |
| 2  | Sliema Wanderers   | 18 | 10 | 7 | 1  | 34 | 14 | +20 | 27 |
| 3  | Valletta           | 18 | 10 | 5 | 3  | 43 | 19 | +24 | 25 |
| 4  | Hibernians         | 18 | 9  | 5 | 4  | 34 | 28 | +6  | 23 |
| 5  | Ħamrun Spartans    | 18 | 6  | 3 | 9  | 24 | 20 | +4  | 15 |
| 6  | Vittoriosa Stars   | 18 | 5  | 4 | 9  | 19 | 35 | -16 | 14 |
| 7  | St. George's       | 18 | 4  | 6 | 8  | 20 | 42 | -22 | 14 |
| 8  | Msida Saint-Joseph | 18 | 4  | 5 | 9  | 23 | 36 | -13 | 13 |
| 9  | Zebbug Rangers     | 18 | 5  | 3 | 10 | 20 | 27 | -7  | 13 |
| 10 | Senglea Athletic   | 18 | 0  | 3 | 15 | 14 | 51 | -37 | 3  |

### Spareggio retrocessione
|  | Msida Saint-Joseph | 1 – 1 | Zebbug Rangers |  |

Replay
|  | Msida Saint-Joseph | 2 – 2 | Zebbug Rangers |  |

## Verdetti finali
- Floriana Campione di Malta 1976-1977
- Zebbug Rangers e Senglea Athletic retrocesse.